# Geroncio de Cervia
Geroncio de Cervia o Geroncio de Ficocle (f. 504) fue un obispo de Cervia que es venerado como santo. Fue muerto por bandidos en la Via Flaminia en Cagli, cerca de Ancona, en su retorno a Roma, y es considerado mártir. 

## Biografía
Fue obispo de Cervia y en 502 participó en el Cuarto concilio romano organizado por el papa Símaco contra el antipapa Lorenzo.
Según la tradición, en 502 cerca de la ciudad de Cagli, a lo largo de Via Flaminia, en la desembocadura de los barrancos de Burano, Geroncio fue decapitado por encargo de los cismáticos partidarios de Lorenzo, después que el obispo hubiera defendida a Símaco. También se barajó la posibilidad que los autores de su asesinato fueran los secuaces del rey arriano Teodorico. Sin embargo, lo más probable es que fueran simples bandidos comunes.
También cuenta la leyenda que durante el viaje en 502, unos gansos habían salvado la vida de Mons. Geroncio. Por esta razón, en la ciudad de Cagli, donde están enterradas sus reliquias, se representa al santo al lado de un ganso blanco.
El cuerpo, recogido por el obispo de Cagli, Levítico, fue enterrado en el Monte Calleo donde construyó una abadía que lleva su nombre, aunque Ferdinando Ughelli lo data en el siglo VIII.